# Заміщення валюти
Заміщення валюти — це використання іноземної валюти паралельно або замість національної валюти.
Заміщення валюти може бути повним і частковим. Повне заміщення валюти може відбутися після великої економічної кризи, як, наприклад, в Еквадорі, Сальвадорі та Зімбабве. Деякі малі економіки, для яких непрактично підтримувати незалежну валюту, використовують валюти своїх більших сусідів; наприклад, Ліхтенштейн використовує швейцарський франк.
Часткове заміщення валюти відбувається, коли резиденти країни вирішують утримувати значну частку своїх фінансових активів, деномінованих в іноземній валюті. Це також може відбуватися як поступовий перехід до повного заміщення валюти; наприклад, Аргентина та Перу перебували в процесі конвертації в долар США протягом 1990-х років.

## Назва
«Доларизація», коли йдеться про заміщення валюти, не обов'язково передбачає використання долара США.  Основними валютами, які використовуються як замінники, є долар США та євро.

## Витоки

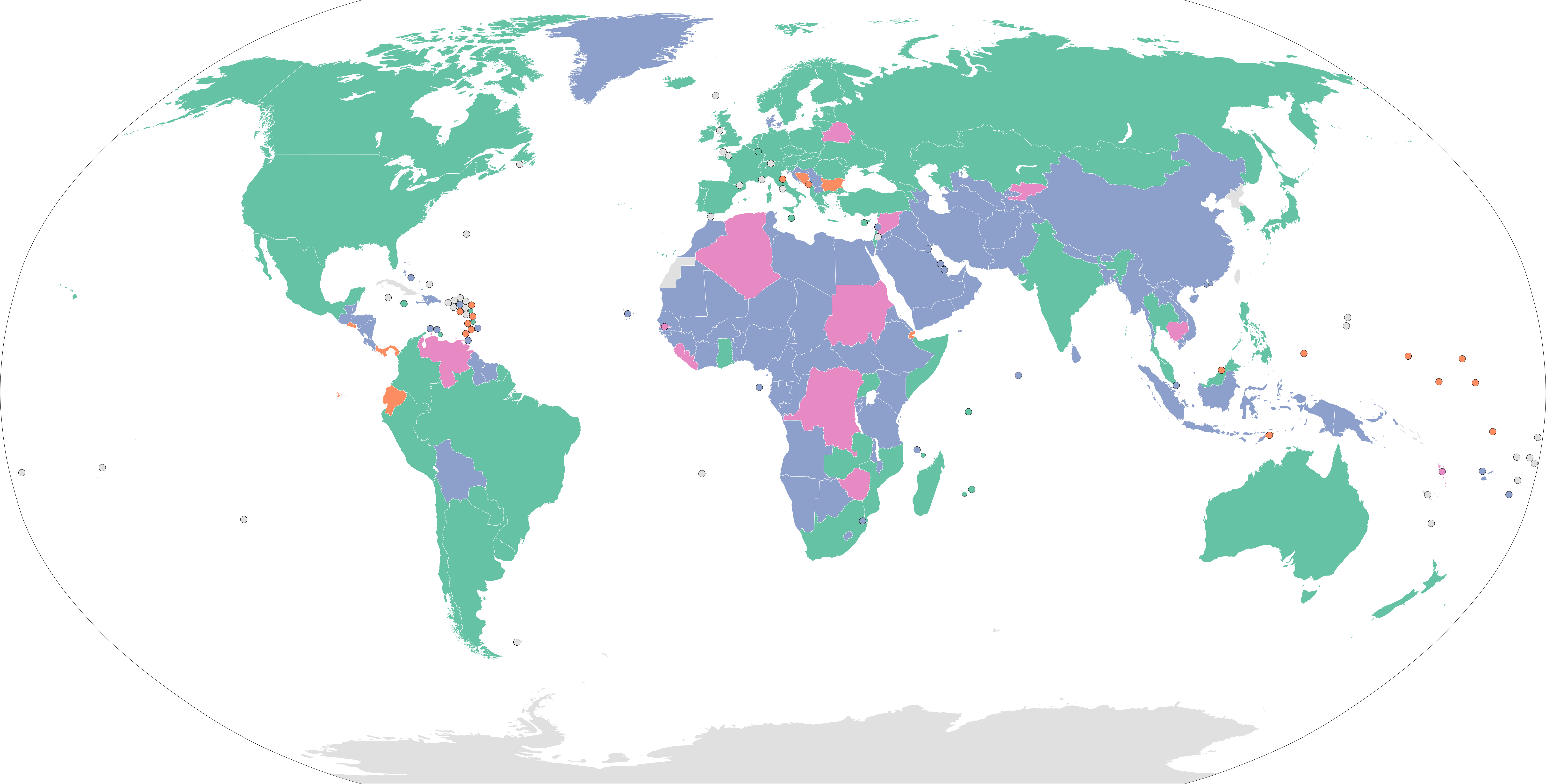
Map of current exchange rate regimes (2018). De facto exchange-rate arrangements in 2018 as classified by the Міжнародний валютний фонд:
Плаваючий (floating and free floating)
Soft pegs (conventional peg, stabilized arrangement, ', crawl-like arrangement, pegged exchange rate within horizontal bands)
Hard pegs (no separate legal tender, ')
Residual (other managed arrangement)

Після того, як із початком Першої світової війни та Бреттон-Вудської конференції після Другої світової війни було скасовано золотий стандарт, деякі країни шукали режимів обмінних курсів для сприяння глобальній економічній стабільності, а отже, і власному процвітанню. Країни зазвичай прив'язують свою валюту до основної конвертованої валюти. «Жорстка прив'язка» — це режими обмінного курсу, які демонструють сильнішу прихильність фіксованому паритету (тобто валютні ради) або відмова від контролю над власною валютою (такі як валютні союзи), тоді як «м'яка прив'язка» є більш гнучким режимом плаваючого обмінного курсу. Крах «м'якої» прив'язки в Південно-Східній Азії та Латинській Америці наприкінці 1990-х років призвів до того, що заміна валюти стала серйозною проблемою.
Кілька випадків повного заміщення валюти до 1999 року були наслідком політичних та історичних факторів. У всіх давніх випадках заміщення валюти історичні та політичні причини були більш впливовими, ніж оцінка економічних наслідків заміщення валюти. Панама прийняла долар США як законний платіжний засіб після здобуття незалежності в результаті конституційного рішення. Еквадор і Сальвадор стали повністю доларизованими економіками в 2000 і 2001 роках відповідно з різних причин. Еквадор зазнав заміни валюти, щоб впоратися з широкомасштабною політико-фінансовою кризою, спричиненою масовою втратою довіри до його політичних та грошових інститутів. Навпаки, офіційне заміщення валюти в Сальвадорі було результатом внутрішніх дебатів і в контексті стабільних макроекономічних фундаментальних показників і тривалого неофіційного заміщення валюти. Єврозона прийняла євро (€) як свою загальну валюту та єдиний законний платіжний засіб у 1999 році, що можна вважати різновидом режиму повних зобов'язань, схожого на повну валютну заміну, незважаючи на деякі очевидні відмінності від інших валютних замін.

## Вимірювання
Існує два загальних індикатора валютного заміщення.
- Перший показник — це частка депозитів в іноземній валюті (FCD) у національній банківській системі в широкій грошовій масі, включаючи FCD.
- Другий показник — це частка всіх депозитів в іноземній валюті, збережених резидентами країни та за кордоном, у загальних грошових активах.[6]

## Типи
Неофіційне заміщення валюти або фактичне заміщення валюти є найпоширенішим видом заміщення валюти. Неофіційне заміщення валюти відбувається, коли резиденти країни вирішують зберігати значну частку своїх фінансових активів в іноземній валюті, навіть якщо іноземна валюта там не є законним платіжним засобом. Вони тримають депозити в іноземній валюті через погану репутацію місцевої валюти або як захист від інфляції в національній валюті.
Офіційна валютна заміна або повна валютна заміна відбувається, коли країна приймає іноземну валюту як єдиний законний платіжний засіб і припиняє випуск національної валюти. Іншим ефектом прийняття країною іноземної валюти як власної є те, що країна відмовляється від повноважень змінювати свій обмінний курс. Існує невелика кількість країн, які приймають іноземну валюту як законний платіжний засіб.
Повне заміщення валюти здебільшого відбулося в Латинській Америці, Карибському басейні та Тихоокеанському регіоні, оскільки багато країн у цих регіонах вважають долар США стабільнішою валютою порівняно з національною. Наприклад, Панама зазнала повної заміни валюти, прийнявши долар США як законний платіжний засіб у 1904 році. Цей тип заміщення валюти також відомий як заміщення валюти де-юре.
Заміщення валюти може використовуватися напівофіційно (або офіційно, у бімонетарних системах), де іноземна валюта є законним платіжним засобом поряд з національною.
У літературі існує набір пов'язаних визначень заміщення валюти, таких як заміщення валюти зовнішніх зобов'язань, заміщення валюти внутрішніх зобов'язань, заміщення валюти зобов'язань банківського сектору або заміщення валюти депозиту та доларизація кредиту. Валютне заміщення зовнішньої відповідальності вимірює загальний зовнішній борг (приватний і державний), деномінований в іноземних валютах економіки. Заміщення депозитної валюти можна виміряти як частку депозитів в іноземній валюті в загальних депозитах банківської системи, а заміщення кредитної валюти можна виміряти як частку доларового кредиту в загальному кредиті банківської системи.

## Ефекти

### Про торгівлю та інвестиції
Однією з головних переваг використання сильної іноземної валюти як єдиного законного платіжного засобу є зменшення операційних витрат у торгівлі між країнами, що використовують одну валюту. Є принаймні два способи зробити висновок про цей вплив на основі даних. По-перше, у більшості випадків значний негативний вплив волатильності обмінного курсу на торгівлю, а по-друге, це зв'язок між трансакційними витратами та необхідністю працювати з декількома валютами. Економічна інтеграція з рештою світу стає легшою завдяки зниженню операційних витрат і стабільнішим цінам.  Роуз (2000) застосував гравітаційну модель торгівлі та надав емпіричні докази того, що країни, які мають спільну валюту, суттєво збільшують торгівлю між собою, і що вигоди від заміщення валюти для торгівлі можуть бути великими.
Країни з повним заміщенням валюти можуть викликати більшу довіру серед міжнародних інвесторів, стимулюючи збільшення інвестицій і зростання. Усунення ризику валютної кризи за рахунок повного заміщення валюти призводить до зниження премій за ризик країни, а потім і до зниження процентних ставок. Ці ефекти призводять до більш високого рівня інвестицій. Проте існує позитивний зв'язок між заміщенням валюти та процентними ставками в двовалютній економіці

### Про монетарну та курсову політику
Офіційне заміщення валюти сприяє підвищенню фіскальної та монетарної дисципліни і, отже, більшій макроекономічній стабільності та зниженню рівня інфляції, зменшенню волатильності реального обмінного курсу та, можливо, поглибленню фінансової системи. По-перше, заміщення валюти допомагає країнам, що розвиваються, забезпечуючи тверду відданість стабільній грошово-кредитній політиці та політиці обмінного курсу шляхом примусу до пасивної монетарної політики. Запровадження міцної іноземної валюти як законного платіжного засобу допоможе «усунути проблему упередженості інфляції дискреційної монетарної політики». По-друге, офіційне заміщення валюти накладає сильніші фінансові обмеження на уряд, усуваючи фінансування дефіциту шляхом грошової емісії. Емпіричні результати показують, що інфляція була значно нижчою в економіках із повним заміщенням валюти, ніж у країнах із національною валютою. Очікуваною вигодою від заміщення валюти є усунення ризику коливань валютного курсу та можливе зменшення зовнішньої позиції країни на міжнародному ринку. Заміщення валюти не може усунути ризик зовнішньої кризи, але забезпечує більш стабільні ринки в результаті усунення коливань обмінних курсів.
З іншого боку, заміщення валюти призводить до втрати доходів від сеньйоражу, втрати автономії монетарної політики та втрати інструментів обмінного курсу. Сеньйоражні доходи — це прибутки, отримані від випуску валюти грошовими органами. Приймаючи іноземну валюту як законний платіжний засіб, грошово-кредитний орган повинен вилучити національну валюту та відмовитися від майбутнього доходу від сеньйора. Країна втрачає права на свою автономну монетарну політику та політику обмінного курсу, навіть у часи фінансової кризи.  Наприклад, колишній голова Федеральної резервної системи Алан Грінспен заявив, що центральний банк враховує вплив своїх рішень лише на економіку США. У повністю заміщеній валюті економіці обмінні курси є невизначеними, і монетарні органи не можуть девальвувати валюту. В економіці з високим рівнем заміщення валюти політика девальвації є менш ефективною для зміни реального обмінного курсу через значний вплив на внутрішні ціни. Проте втрата незалежної монетарної політики існує, коли національні монетарні органи можуть провести ефективну антициклічну монетарну політику, стабілізуючи бізнес-цикл. Ця вартість негативно залежить від співвідношення між діловим циклом країни-клієнта (економіка із заміщенням валюти) та діловим циклом країни-прив'язки. Крім того, грошово-кредитні органи в економіках із заміщенням валюти зменшують гарантію ліквідності банківської системи.

### Про банківські системи
В економіці з повним заміщенням валюти грошово-кредитні органи не можуть діяти як кредитор останньої інстанції для комерційних банків, друкуючи гроші. Альтернативи кредитуванню банківської системи можуть включати оподаткування та випуск державного боргу. Втрата кредитора останньої інстанції вважається вартістю повного заміщення валюти. Ця вартість залежить від початкового рівня неофіційного заміщення валюти до переходу до повної економіки з заміщенням валюти. Цей зв'язок є негативним, оскільки в економіці, яка сильно замінює валюту, центральний банк уже побоюється труднощів із забезпеченням ліквідності банківської системи. Однак у літературі вказується на існування альтернативних механізмів забезпечення банків страхуванням ліквідності, таких як схема, за якою міжнародне фінансове співтовариство стягує комісію за страхування в обмін на зобов'язання надати позику національному банку.
Комерційні банки в країнах, де дозволені ощадні рахунки та кредити в іноземній валюті, можуть зіткнутися з двома типами ризиків:
- Ризик валютної невідповідності: активи та пасиви в балансі можуть мати різні номінали. Це може виникнути, якщо банк конвертує депозити в іноземній валюті в місцеву валюту і надає позики в національній валюті або навпаки.
- Ризик дефолту: виникає, якщо банк використовує депозити в іноземній валюті для кредитування в іноземній валюті.

Проте валютне заміщення усуває ймовірність валютної кризи, яка негативно впливає на банківську систему через балансовий канал. Заміщення валюти може зменшити ймовірність систематичного дефіциту ліквідності та оптимальних резервів у банківській системі. Дослідження показали, що заміщення офіційної валюти відіграло значну роль у покращенні банківської ліквідності та якості активів в Еквадорі та Сальвадорі.

## Детермінанти процесу

### Динаміка втечі національних вітчизняних грошей
Високі та непередбачені темпи інфляції зменшують попит на національні гроші та підвищують попит на альтернативні активи, включаючи іноземну валюту та активи, в яких переважає іноземна валюта. Це явище називають «втечею від національних грошей». Це призводить до швидкого та значного процесу заміщення валюти. У країнах з високим рівнем інфляції національна валюта має тенденцію до поступового витіснення стабільною валютою. На початку цього процесу функцію збереження вартості національної валюти замінює іноземна валюта. Тоді функція розрахункової одиниці національної валюти зміщується, коли багато цін котируються в іноземній валюті. Тривалий період високої інфляції змусить національну валюту втратити свою функцію засобу обміну, коли населення здійснює багато операцій в іноземній валюті.:1
Ize та Levy-Yeyati (1998) досліджують детермінанти заміщення депозитної та кредитної валюти, дійшовши висновку, що заміщення валюти зумовлене нестабільністю інфляції та реального обмінного курсу. Заміщення валюти зростає з нестабільністю інфляції та зменшується з нестабільністю реального обмінного курсу.

### Інституційні фактори
Втеча від внутрішніх грошей залежить від інституційних факторів країни. Перший фактор — це рівень розвитку вітчизняного фінансового ринку. Економіка з добре розвиненим фінансовим ринком може запропонувати набір альтернативних фінансових інструментів, деномінованих у національній валюті, зменшуючи роль іноземної валюти як хеджування інфляції. Структура процесу заміщення валюти також відрізняється в різних країнах з різним контролем за валютою та капіталом. У країні із суворим валютним регулюванням попит на іноземну валюту задовольнятиметься за рахунок зберігання активів в іноземній валюті за кордоном і за межами внутрішньої банківської системи. Цей попит часто створює тиск на паралельний ринок іноземної валюти та на міжнародні резерви країни. Доказом цієї закономірності є відсутність заміщення валюти протягом дореформеного періоду в більшості країн з перехідною економікою через обмежений контроль над іноземною валютою та банківською системою.:13Навпаки, збільшуючи резерви іноземної валюти, країна може пом'якшити переміщення активів за кордон і зміцнити свої зовнішні резерви в обмін на процес заміщення валюти. Проте вплив цього регулювання на структуру валютного заміщення залежить від очікувань населення щодо макроекономічної стабільності та стабільності валютного режиму.

## Якірні валюти

### Австралійський Долар
- Kiribati (із 1943. також uses власні coins)[32]:17
- Nauru (із 1914; також випускає безобігові Nauran колекційні монети прив'язаний до Australian долара.)[32]:17[33]
- Tuvalu (із 1892. також uses власні coins.)[32]:17
- Zimbabwe (поруч із United States dollar, South African rand, Botswana pula, Japanese yen, several other currencies і US долара-denominated bond coins і bond notes of the Real Time Gross Settlement (RTGS) dollar.)

### Євро
- іorra (formerly French franc і Spanish peseta; випускали безобігові іorran diner coins; випускає власні euro coins). Has використовується French і Spanish currency із 1278.[32]:17
- Cyprus (використовується in the Sovereign Base Areas of Akrotiri and Dhekelia; formerly використовується the Cypriot pound.)
- France (використовується in the Overseas country and territories of the French Southern and Antarctic Lands, Saint Barthélemy і Saint Pierre and Miquelon. Euro івикористовується in the French overseas і department region of Guadeloupe.)
- French Polynesia  Нова Каледонія  Волліс і Футуна (прив'язаний до CFP franc at a fixed exchange rate.)
- Kosovo (formerly German mark і Yugoslav dinar.)
- Luxembourg (використовується the Luxembourgish franc from 1839 to 2001 і the Belgian franc at par; випускає its own euro coins.)
- Monaco (formerly French franc from 1865 to 2002 і Monégasque franc;[32]:17 випускає its own euro coins.)
- Montenegro (formerly German mark і Yugoslav dinar.)
- North Korea (along with the Renminbi, United States dollar, і North Korean won)[34]
- San Marino (formerly Italian lira і Sammarinese lira; випускає its own euro coins.)
- Sovereign Military Order of Malta (випускає безобігові Maltese scudo coins at €0.24 = 1 scudo).
- Vatican City (formerly Italian lira і Vatican lira; випускає its own euro coins.)
- Zimbabwe (поруч із United States dollar, South African rand, Botswana pula, Japanese yen, several other currencies і US долара-denominated bond coins і bond notes of the Real Time Gross Settlement (RTGS) dollar.)

### Індійська Рупія
- Bhutan (поруч із Bhutanese ngultrum, прив'язаний до par with the rupee)
- Nepal (поруч із the Nepali rupee, прив'язаний до ₹0.625)
- Zimbabwe (поруч із the United States dollar, euro, Botswana pula, Japanese yen, several other currencies і US долара-denominated bond coins і bond notes of the Real Time Gross Settlement (RTGS) dollar.)

### Новозеландський Долар
- Cook Islіs (issues its own coins and some notes.)
- Niue (також випускає its own non-circulating commemorative and collector coins викарбувані на New Zealand Mint, прив'язані до New Zealі долара.)
- Pitcairn Islіs (також випускає its own non-circulating commemorative and collector coins прив'язані до New Zealі долара.)
- Tokelau (також випускає власні безобігові пам'ятні і колекційні монети прив'язані до New Zealі долара.)

### Фунт Стерлінга
Британські заморські території, які використовують фунт або місцеву валюту, прив'язану до фунта, як валюту:
- British Antarctic Territory (випускає безобігові колекційні монети for the British Antarctic Territory.)[35]
- British Indian Ocean Territory (de jure, U.S. dollar використовується de facto; також випускає безобігові колекційні монети for the British Indian Ocean Territory.)[36]
- Falklі Islіs (поруч із the Falkland Islands pound)
- Gibraltar (поруч із the Gibraltar pound)
- Saint Helena, Ascension і Tristan da Cunha (Tristan da Cunha; поруч із the Saint Helena pound in Saint Helena і Ascension; також випускає безобігові колекційні монети for Saint Helena, Ascension і Tristan da Cunha.)[37]
- South Georgia і the South Sіwich Islіs (поруч із the Falkland Islands pound; також випускає безобігові колекційні монети for South Georgia і the South Sіwich Islіs.)[38]

Crown Dependencies, які використовують місцеву емісію фунтів як свою валюту:
- Guernsey (Guernsey pound)
  - Alderney (випускає безобігові Alderney pound колекційні монети, backed by both the Pound sterling і Guernsey pound.)[39]
- Isle of Man (Manx pound)
- Jersey (Jersey pound)

Відповідно до планів, опублікованих Шотландською національною партією у звіті Комісії зі сталого розвитку, незалежна Шотландія використовуватиме фунт як свою валюту протягом перших 10 років незалежності. Це стало відомо як стерлінгізація.
Інші країни:
- Zimbabwe (поруч із United States dollar, South African rand, Botswana pula, Japanese yen, several other currencies і US долара-denominated bond coins і bond notes of the Real Time Gross Settlement (RTGS) dollar.)

### Південноафриканський Ранд
- Eswatini (поруч із Swazi lilangeni)
- Lesotho (поруч із Lesotho loti)
- Namibia (поруч із Namibian dollar)
- Zimbabwe (поруч із the United States dollar, euro, Botswana pula, Japanese yen, several other currencies і US долара-denominated bond coins і bond notes of the Real Time Gross Settlement (RTGS) dollar.)

### Долар США

#### Виключне використаня
- British Virgin Islіs (також випускає безобігові British Virgin Islіs колекційні монети прив'язаний до долар США.)[40]
- Шаблон:Дані країни Netherlands Caribbean Netherlands (із 1 January 2011)
- Marshall Islіs (випускали безобігові колекційні монети of the Marshall Islіs прив'язані до долара США із 1986.)[41]
- Federated States of Micronesia (із 1944)[32]:17
- Palau (із 1944; has випускали безобігові Palauan колекційні монети прив'язаний до долар США із 1992.)[32][42]
- Turks і Caicos Islіs (has випускали безобігові Turks і Caicos Islіs колекційні монети деноміновані в «Crowns» і прив'язаний до долара США із 1969.)[43]

#### Часткове використання
- Argentina (USD використовується for major purchases such as buying properties)
- The Bahamas (Bahamian dollar прив'язаний до 1:1 but USD is accepted)
- Barbados (Barbadian dollar прив'язаний до 2:1 but USD is accepted)
- Belize (Belizean dollar прив'язаний до 2:1 but USD is accepted)
- Bermuda (Bermudian dollar прив'язаний до 1:1 but USD is accepted)
- Cambodia (uses the Cambodian riel for many official transactions but most businesses deal exclusively in долараs for all but the cheapest items. Change is often given in a combination of US долараs і Cambodian riel. ATMs yield US долараs rather than Cambodian riel.)[44][45]
- Canada (A modest amount of United States coinage circulates поруч із the Canadian dollar і is accepted at par by most retailers, banks і coin redemption machines)
- Congo-Kinshasa (many institutions accept both the Congolese franc і US долараs)
- Costa Rica (використовується поруч із the Costa Rican colón)
- East Timor (uses its own coins.)
- Ecuador (із 2000. також uses власні coins.)[32]:1
- El Salvador (both the долар США і bitcoin are legal tender.) (see Bitcoin Law і Bitcoin in El Salvador)[46]
- Haiti (uses the долар США поруч із its domestic currency, the gourde.)
- Honduras (використовується поруч із the Honduran lempira)[47]
- Iraq (along with the Iraqi dinar)
- Lebanon (along with the Lebanese pound)
- Liberia (exclusively використовується the US долара during the early PRC period, but the National Bank of Liberia began issuing five долара coins in 1982;[32]:3 United States долара still in common usage поруч із the Liberian dollar.)
- North Korea (along with the Renminbi, euro, і North Korean won)[34]
- Panama (із 1904. також uses власні coins.)[32]:6
- Somalia (along with the Somali shilling)
- Uruguay[48] (the main currency is the Uruguayan Peso)
- Venezuela (along with the Venezuelan bolívar; due to hyperinflation, USD івикористовується for purchases such as buying electrical appliances, clothes, spare car parts і food.)[49][50]
- Vietnam (along with the Vietnamese đồng)
- Zimbabwe із 2020 (поруч із South African rand, British pound, Botswana pula, Japanese yen, several other currencies і US долара-denominated bond coins і bond notes under the Real Time Gross Settlement (RTGS) dollar.)

### Інші
- Алжирський динар :Сахарська Арабська Демократична Республіка (де-факто незалежна держава, визнана 45 державами-членами ООН, але є частиною Марокко; використовувалась у таборах для біженців у Сахарі).
- Ботсванська пула :Зімбабве (Поряд з декількома іншими валютами та номінованими в доларах США облігаційними монетами та облігаціями валового розрахунку в реальному часі (RTGS)) долар.
- Канадський долар :Франція (використовується в Сен-П'єр і Мікелон поряд з євро.)
- Китайський юань :Зімбабве (Поряд з декількома іншими валютами та номінованими в доларах США облігаційними монетами та облігаціями валового розрахунку в реальному часі (RTGS)) долар.)
- датська крона :Ґренландія іФарерські острови (останні випускають власні монети та деякі банкноти).
- Гонконгський долар :Гонконг іМакао (поряд із маканською патакою, прив'язаний до 1,032 дол. США)
- Єгипетський фунт :палестинські території
- Новий ізраїльський шекель :палестинські території
- японська єна :Зімбабве (Поряд з декількома іншими валютами та номінованими в доларах США облігаційними монетами та облігаціями валового розрахунку в реальному часі (RTGS)) долар.)
- Йорданський динар :Західний берег (поряд із новим ізраїльським шекелем)
- Мавританська угія :Сахарська Арабська Демократична Республіка (де-факто незалежна держава, визнана 45 державами-членами ООН, але є частиною Марокко; використовувалась у таборах для біженців у Сахарі).
- Марокканський дирхам :Сахарська Арабська Демократична Республіка (де-факто незалежна держава, визнана 45 державами-членами ООН, але є частиною Марокко; використовується в територіях, на які претендує марокканський контроль; випускає необігову сахарську песету для колекціонерів.)
- російський рубль :Абхазія іПівденна Осетія (де-факто незалежні держави, але визнані частиною Грузії ; випускає необігові колекційні монети (абхазький апсар і південноосетинський зарін) з прив'язкою до російського рубля.)
- сінгапурський долар :Сінгапур іБруней (поряд із брунейським доларом і навпаки.)
- швейцарський франк :
  - Ліхтенштейн (також випускає необігові колекційні монети франків Ліхтенштейну).
  - Німеччина (використовується в ексклаві Бюзінген-ам-Хохрайн разом із євро.)
  - Італія (використовується в анклаві Кампіоне д'Італія поряд з євро.)
- Турецька ліра :Турецька Республіка Північного Кіпру (де-факто незалежна держава, але визнана частиною Кіпру всіма державами, крім Туреччини).

### Виноски
1. ↑  New estimates of U.S. currency abroad, the domestic money supply and the unreported Economy Edgar L. Feige September 2011.
2. 1 2 3 4 5 6  Berg, Andrew; Borensztein, Eduardo (2000). The Pros and Cons of Full Dollarization. IMF Working Paper; Full Dollarization. IMF (/50). Процитовано 13 жовтня 2011.
3. ↑  Yeyati (2003) at 1.
4. ↑  Rochon, Louis-Philippe (2003). Dollarization Lessons from Europe and the Americas. London and New York: Routledge. с. 1. ISBN 9780415298780.
5. 1 2  Yeyati (2003) at 3.
6. 1 2  Savastano at 7.
7. ↑  Yeyati (2003) at 5.
8. ↑  Balino; Berensztein (1999). Monetary Policy in Dollarized Economies. IMF Occasional Paper 171.
9. ↑  Mundell, R. A. (1961). A Theory of Optimum Currency Areas. American Economic Review. 51 (4): 657—665. JSTOR 1812792.
10. 1 2  Bogetic (200). Official Dollarization: Current Experiences and Issues. Cato Journal. 20 (2): 179—213.
11. ↑  Berkmen, S. Pelin; Cavallo, Eduardo (2010). Exchange Rate Policy and Liability currency substitution: What Do the Data Reveal about Causality?. Review of International Economics. 18 (5): 781—795. doi:10.1111/j.1467-9396.2010.00890.x.
12. ↑  Pinon, Marco (2008). Macroeconomic Implications of Financial currency substitution The Case of Uruguay. Washington DC: International Monetary Fund. с. 22.
13. 1 2  Alesina, Alberto; Barro (2001). Dollarization. The American Economic Review. 91 (2): 381—385. doi:10.1257/aer.91.2.381. JSTOR 2677793.
14. 1 2  Yeyati (2003) at 22.
15. ↑  Rose, Andrew (2000). One Money, One Market: the effect of common currencies on trade. Economic Policy. 15 (30): 8—0. doi:10.1111/1468-0327.00056.
16. ↑  Honohan, Patrick (2007). Dollarization and Exchange Rate Fluctuations (PDF). World Bank Policy Research Working Paper. Policy Research Working Papers (4172). doi:10.1596/1813-9450-4172. {{cite journal}}: |hdl-access= вимагає |hdl= (довідка)
17. ↑  Alesina, Alberto; Barro (2001). Dollarization. The American Economic Review. 91 (2): 382. doi:10.1257/aer.91.2.381. JSTOR 2677793.
18. ↑  Yeyati (2003) at 23.
19. ↑  Edwards, Sebastian; Magendzo, I. Igal (2003). Dollarization And Economic Performance: What Do We Really Know?. International Journal of Finance and Economics. 8 (4): 351—363. CiteSeerX 10.1.1.557.6231. doi:10.1002/ijfe.217.
20. ↑  Broda, Levy Yeyati, Christian, Eduardo (2003). Endogenous deposit dollarization. Federal Reserve Bank of New York.
21. ↑  Moreno-Bird, Juan Carlos (Fall 1999). Dollarization in Latin America: Is it desirable?. ReVista: Harvard Review of Latin America. Архів оригіналу за 11 серпня 2011. Процитовано 27 червня 2012.
22. ↑  John, Kareken; Wallace (1981). On the Indeterminacy of Equilibrium Exchange Rates. Quarterly Journal of Economics. 96 (2): 207—222. doi:10.2307/1882388. JSTOR 1882388.
23. ↑  Yeyati, Eduardo Levy (2008). Liquidity Insurance in a Financially Dollarized Economy. У Edwards; Garcia (ред.). Financial Markets Volatility and Performance in Emerging Markets. University of Chicago Press. с. 185–218. ISBN 978-0-226-18495-1.
24. ↑  Bencivenga, Valerie; Huybens, Smith (2001). Dollarization and the Integration of International Capital Markets: a Contribution to the Theory of Optimal Currency Areas. Journal of Money, Credit and Banking. 33 (2, Part 2): 548—589. doi:10.2307/2673916. JSTOR 2673916.
25. ↑  Broda, Christian; Yeyati (2001). Dollarization and the Lender of Last Resort. Book: Dollarization: 100—131.
26. ↑  Yeyati (2003) at 31.
27. ↑  Yeyati (2003) at 34.
28. ↑  Federal Reserve Bank of Atlanta, Official Dollarization and the Banking System in Ecuador and El Salvador, 2006 (PDF). Архів оригіналу (PDF) за 19 жовтня 2012. Процитовано 14 вересня 2012.
29. 1 2 3  Savastano.
30. 1 2  Sahay, Ratna; Vegh, Carlos (September 1995). Dollarization in Transition Economies: Evidence and Policy Implications. IMF Working Paper No. 95/96. SSRN 883243.
31. ↑  Catão, Luis; Terrrones, Marco E. (August 2000). Determinants of Dollarization: The Banking Side. IMF Working Paper No. 00/146: 5. SSRN 879949.
32. 1 2 3 4 5 6 7 8 9 10  Edwards, Sebastian (May 2001). Dollarization and Economic Performance: An Empirical Investigation. NBER Working Paper No. 8274. doi:10.3386/w8274.
33. ↑  Catalog of the coins of Nauru Numista (https://en.numista.com). Retrieved on 2023-02-17.
34. 1 2  Ruwitch, John; Park, Ju-min (2 червня 2013). Insight: North Korean economy surrenders to foreign currency invasion. Reuters. Changbai, China/Seoul. Процитовано 11 січня 2017.
35. ↑  Catalog of the coins of the British Antarctic Territory Numista (https://en.numista.com). Retrieved on 2023-01-17.
36. ↑  Catalog of the coins of the British Indian Ocean Territory Numista (https://en.numista.com). Retrieved on 2023-01-17.
37. ↑  Catalog of the coins of Saint Helena, Ascension and Tristan da Cunha Numista (https://en.numista.com). Retrieved on 2023-01-17.
38. ↑  Catalog of the coins of South Georgia and the South Sandwich Islands Numista (https://en.numista.com). Retrieved on 2023-01-17.
39. ↑  Catalog of the coins of Alderney Numista (https://en.numista.com). Retrieved on 2023-01-17.
40. ↑  Catalog of the coins of the British Virgin Islands Numista (https://en.numista.com). Retrieved on 2022-09-03.
41. ↑  Catalog of the coins of the Marshall Islands Numista (https://en.numista.com). Retrieved on 2022-09-03.
42. ↑  Catalog of the coins of Palau Numista (https://en.numista.com). Retrieved on 2022-07-22.
43. ↑  Catalog of the coins of the Turks and Caicos Islands Numista (https://en.numista.com). Retrieved on 2022-09-03.
44. ↑  Money & Cost. lonelyplanet.com. Архів оригіналу за 16 квітня 2014. Процитовано 13 грудня 2013.
45. ↑  Pilling, David; Peel, Michael (28 липня 2014). Cambodia: Wave of discontent. Financial Times. Архів оригіналу за 10 грудня 2022. Процитовано 11 січня 2017. Dollars account for 90 per cent of money in Cambodia’s banking system and almost the same proportion of cash used in everyday transactions, according to official estimates.
46. ↑  Kharpal, Arjun (9 червня 2021). El Salvador becomes first country to adopt bitcoin as legal tender after passing law. CNBC (англ.). Процитовано 9 червня 2021.
47. ↑  Carter, Chris (8 травня 2013). Economy: The effect of dollarisation in Honduras. Pulsamerica. Архів оригіналу за 13 січня 2017. Процитовано 11 січня 2017.
48. ↑  Pinon, Marco; Gelos, Gaston (28 серпня 2008). Uruguay's Monetary Policy Effective Despite Dollarization. IMF Survey Magazine. Процитовано 4 березня 2012.
49. ↑  Zerpa, Fabiola (5 листопада 2019). Venezuela Is Now More Than 50% Dollarized, Study Finds. Bloomberg. Процитовано 9 листопада 2019.
50. ↑  Maduro says 'thank God' for dollarization in Venezuela. Reuters. 17 листопада 2019. Процитовано 18 листопада 2019.

### Цитовані
- Savastano, Miguel (1996). Dollarization in Latin America: Recent Evidence and Some Policy Issues. IMF Working Paper. WP/96/4. SSRN 882905.
- Yeyati, Eduardo (2003). Dollarization. Massachusetts Institute of Technology.